# 釣り糸
釣り糸（つりいと）とは、釣りに使われる細い糸のこと。釣り竿・リール側に付いている比較的太目の釣り糸を「道糸」（または英語読みのままで「ライン」）、針側の細めの糸を「ハリス（鉤素）」と呼び区別するのが一般的である。

## 概要
現代において釣り竿あるいはリールと釣り針を繋ぐ役割を果たす釣り糸には、魚に対する視認性を低下させるために細くて見えにくいことと、魚の強い引きに対抗しうるほどの強度が強いことが求められる。しかし、物理的には糸の細さと強度が相反する間柄にあり、また魚に対する視認性を低くすることは、同時に釣り人に対する視認性の低下、つまり扱いにくさにつながることもある。よって、釣り糸という道具は「細くて強く、なおかつ魚から見えにくく人からは見えやすく」という、これらの矛盾する要素をすべて実現させるべく各メーカーが日夜製品開発を進めている。
現在では釣り糸専用に開発されたナイロンやフロロカーボンといった単線の合成繊維や、更に強度の高いPEラインといわれる編み糸が主流である。また、マグロやチョウザメ、オヒョウなど一部の大型魚類の釣りでは、道糸・ハリスともに金属ワイヤーが使用される場合が多く、鋭い歯を持つパイク目やイシダイ、イシガキダイなどの釣りではハリスに金属ワイヤーが使用される。ちなみにフライフィッシングのフライライン、マダイ釣りに使用するビシマ糸、レイクトローリングに使用するレッドコアラインなど糸自体に重量があり魚の生息するポイントまでラインの重さにより到達させるための機能を兼ねた糸も存在する。

## 釣りの仕掛けの中における釣り糸の役割
かつて日本では、釣りに欠かせない道具として竿、糸、浮き、オモリ、釣り針、エサをまとめて『釣りの六物』と呼んだ。しかし、実際には糸と針、そしてエサだけで魚を釣る「手釣り」と呼ばれる手法も存在し、突き詰めれば釣りを釣りたらしめる最低限の道具が釣り糸と釣り針であるといえる。それだけに釣り糸の質というものは極めて重要である。
ごく基本的な仕掛けの場合、釣り竿の先端、あるいはリールに釣り糸を結び、糸の反対側の端に釣り針を結びつける。間には浮きを、浮きと釣り針の間にオモリをつける。より複雑な仕掛けでは、釣り竿と仕掛けまでの糸と、釣り針周辺の糸で太さや材質が違うものを使う。

## 歴史
ナイロン糸が釣り糸に使用される以前は、テグスサン（Eriogyna pyretorum）というヤママユガ科に属する蛾の幼虫の絹糸腺から作ったテグス（天蚕糸）や、スガ糸（絹）などが使用された。
このように繭から作ることもあったが、大きなクスサンの幼虫を解体して絹糸腺を取り出し、細く引き延ばして酢で固定するなどの手法で作る地方もあった。
釣り糸の販売は、江戸中期に堂浦（現・徳島県鳴門市瀬戸町）の漁師が薬剤を縛る半透明の紐を見て「これを使えば魚はいくらでも釣れる。」と言ったのをきっかけに大阪の船場にある薬問屋だった「広田屋」がテグス商としてスタートさせたのが始まりである。その漁師が実際の漁でデモンストレーションし、これによって釣り糸としてのテグスがあっという間に世の中に広まった。この話は司馬遼太郎および「この国のかたち」と「街道をゆく ～明石海峡と淡路みち、阿波紀行～」にも紹介されている。現在でもテグスは釣り糸のことを指して使われることがある。転じて、染織の分野ではナイロンラインのことをテグスともいう。

## 種類
ナイロンライン
最もスタンダードな釣り糸で、品揃えも多く価格が安い。フロロカーボンラインより少し強度が高く、柔軟性が高い。適度な伸びがあり、魚をバラシにくい。またクセが付きにくく、初心者でも扱いやすい。比重は水と比べると1.14と水よりもやや重い。紫外線や水を吸収するため、他の種類のラインと比べると、比較的劣化が早く、0.2号以下の太さのものを使用したら、一回でラインを交換するのが無難である。
フロロカーボンライン
ポリフッ化ビニリデンのことであり、炭素の鎖を軸にフッ素と水素のペアが何対もついた構造になっている。横のズレに対しての強度があることで、根ズレによるライン切断などになりにくい、低温に強い,屈折率が水と近く水中で見えにくいなどの利点がある。フロロカーボンの比重は1.78と水よりも重いため、ナイロンやPEよりも早く水中へ沈む特性を持っている。
PEライン
ポリエチレンの繊維を縒り合わせた釣り糸で、ナイロン製のものに比べると比重が0.97と軽く、他の素材のラインに比べ同等の太さで倍以上の強度があり、劣化しにくく長期間使用できる。また糸自体がほとんど伸びないため非常に感度が良い。
この特性から船釣りでは深場でのアタリを明確にとらえることができ、投げを伴った釣りでは細さと低比重によって仕掛けやルアーの飛距離向上やコントロールのよさが望める。その一方で特殊素材の縒り糸という特性上、他の素材と比べて価格が高い。
超高分子のポリエチレンを使用することにより、直強力に対してはナイロンやフロロカーボンよりも強度が高い一方、基本的に結び目の強度が著しく低くなるため、結び方が限定される。さらに魚の歯やヒレのこすれ、水中の障害物等の摩擦などには弱く、これを補うためにナイロンやフロロカーボンの釣り糸をハリスやショックリーダーといった形で利用することが前提となる。非常に柔軟な為に竿とガイドに絡みやすい。
なお、アユ釣りなど一部を除いてリール竿の道糸としてのみに用いられる。
| 種類                 | 比重 | 吸水 | 伸び       | 強度     | 摩擦強度 | 感度   | 価格     | 使いやすさ     | 素材                 |
| -------------------- | ---- | ---- | ---------- | -------- | -------- | ------ | -------- | -------------- | -------------------- |
| ナイロンライン       | 1.14 | あり | 伸びる     | 普通     | 普通     | 低感度 | 安い     | 使いやすい     | ナイロン             |
| フロロカーボンライン | 1.78 | なし | 少し伸びる | 少し弱い | 強い     | 普通   | 少し高い | やや使いやすい | ポリフッ化ビニリデン |
| PEライン             | 0.97 | なし | 伸びない   | 最強     | 弱い     | 高感度 | 高い     | 使いやすい     | ポリエチレン         |

## 太さ・強度
日本では釣り糸の太さは号数で表記され、号数が大きい程太くなり、引っ張りに対する強さと断面積に比例している。メーカーによって多少誤差があるが、概ね以下のようになっている。また、欧米発祥であるルアーフィッシングやフライフィッシング向けのものはポンド（Lb）単位で強度が表され、製品によっては両方が併記される場合もある。
なお、号数やポンドの表記に関してはJIS規格等のように法的根拠がないので留意されたい。
なぜ1号＝0.165 mmか？
日本では、上記の通り太さを『号』という単位で表記しているが、これはかつてテグスサンの絹糸腺から作った釣り糸の5尺（約1.5 m）分の重量を量り、4毛から1分2厘までの14種類に分けられて売買されていたことに由来する。この内1厘の太さがおよそ0.165 mmであった。後に東洋レーヨン（現東レ）が国産初のナイロンライン『銀鱗』を1947年に発売する際、1厘の太さを1号と定め、これが基準となり他社でも採用され、現在に至る。
| 太さ  | 直径     | ナイロンラインの強度 | PEラインの強度 |
| ----- | -------- | -------------------- | -------------- |
| 0.6号 | 0.128 mm | 0.5 kg               | 1.5 kg         |
| 0.8号 | 0.148 mm | 1 kg                 | 3 kg           |
| 1号   | 0.165 mm | 2 kg                 | 5.5 kg         |
| 1.5号 | 0.203 mm | 3 kg                 | 8 kg           |
| 2号   | 0.234 mm | 4 kg                 | 12 kg          |
| 2.5号 | 0.261 mm | 5 kg                 | 15 kg          |
| 3号   | 0.285 mm | 6 kg                 | 17.5 kg        |
| 4号   | 0.331 mm | 8 kg                 | 22 kg          |
| 5号   | 0.369 mm | 10 kg                | 26 kg          |
| 6号   | 0.438 mm | 15 kg                | 33 kg          |

## 環境への影響
釣り糸は繰り返し利用されるものであるが、次第に疲労したり、魚に引きちぎられる場合もある。また、針が水底の異物（岩や流木など）に引っかかる場合もあり、はずれなければ手元で切らざるを得ない。このようにして、釣り場には釣り糸が捨てられて、ナイロンなど合成繊維の場合、分解が起こらないので次第に蓄積する。そうした糸が水鳥など水辺の生き物にひっかかった場合、そのまま体に巻き付き、場合によっては足首に深い傷を作ったり、首周りに巻き付いたり、ひどい場合は死に至らせることもある。また、人間に絡みつき怪我や事故に至ることもありうる。
このような釣り場に残される釣り糸が水辺の生き物や人にダメージを与えることが問題視されており、これをうけて自然分解される生分解性プラスチック製の釣り糸の開発が進められ、一部のメーカーからすでに商品化されている。